# قريط بن أبي رمثة
قريط بن أبى رمثة، كان ممن هاجر مع أبيه إلى النبي ﷺ، فقال النبي ﷺ لأبي رمثة: «ابنك هذا» قال نعم قال: «أما إنه لا يجني عليك ولا تجني عليه»، ثم خرج أبو رمثة بابنه قريط إلى البحرين مع العلاء بن الحضرمي في حياة رسول الله ﷺ ، فأقام بها إلى أن خرج غازيا في أيام عمر. وقريط هو الذي فتح الأبلة ثم غزا خراسان مع الأحنف بن قيس ونزل مرو واستوطنها إلى أن مات وبها عقبه.